# Campaña de Nariño en el sur
La campaña de Nariño en el sur es como se conoce a las acciones militares que, comandadas por Antonio Nariño, tenían el objetivo de desalojar la arremetida realista en el sur de la Nueva Granada luego de la derrota del primer movimiento independentista en la Provincia de Quito (actual Ecuador), hecho que ponía en riesgo a las provincias neogranadinas que conservaban su temprana independencia. Tras firmar la paz luego de un corto conflicto interno, los dos bandos neogranadinos unen fuerzas y entre diciembre de 1813 y mayo de 1814, el ejército de Nariño se tomó la ciudad de Popayán y los alrededores de Pasto; sin embargo, fue derrotado de forma decisiva en esta última ciudad poniendo fin a la campaña e impidiendo su objetivo de llegar a Quito.

## Inicio de la campaña
Luego del triunfo de Nariño en el intento de toma de Santafé de parte de las tropas federalistas, se suspendieron las hostilidades y se acordó hacer frente a los ataques realistas provenientes de Venezuela por el norte y la provincia de Quito por el sur. Es así como en marzo de 1813 el jefe centralista de Cundinamarca Antonio Nariño, y el federalista Congreso de las Provincias Unidas decidieron auxiliar a las tropas venezolanas comandadas por Simón Bolívar y José Félix Ribas, las cuales emprenderían la llamada Campaña Admirable. Nariño mientras tanto partió al sur el 21 de septiembre; quedando como presidente interino en Santafé Manuel de Bernardo Álvarez, tío de Nariño. El oficial Manuel Serviez entrenó las tropas en la táctica francesa e impuso férrea disciplina a los soldados novatos. Esto produjo roces, y Nariño se vio obligado a ponerlo preso con otros oficiales que remitió a Cartagena. Cruzó la cordillera central por el páramo de Guanacas, pasando luego a Neiva y atravesando el río Magdalena hasta llegar a las afueras de la ciudad de Popayán.

## Batallas de Palacé y Calibío

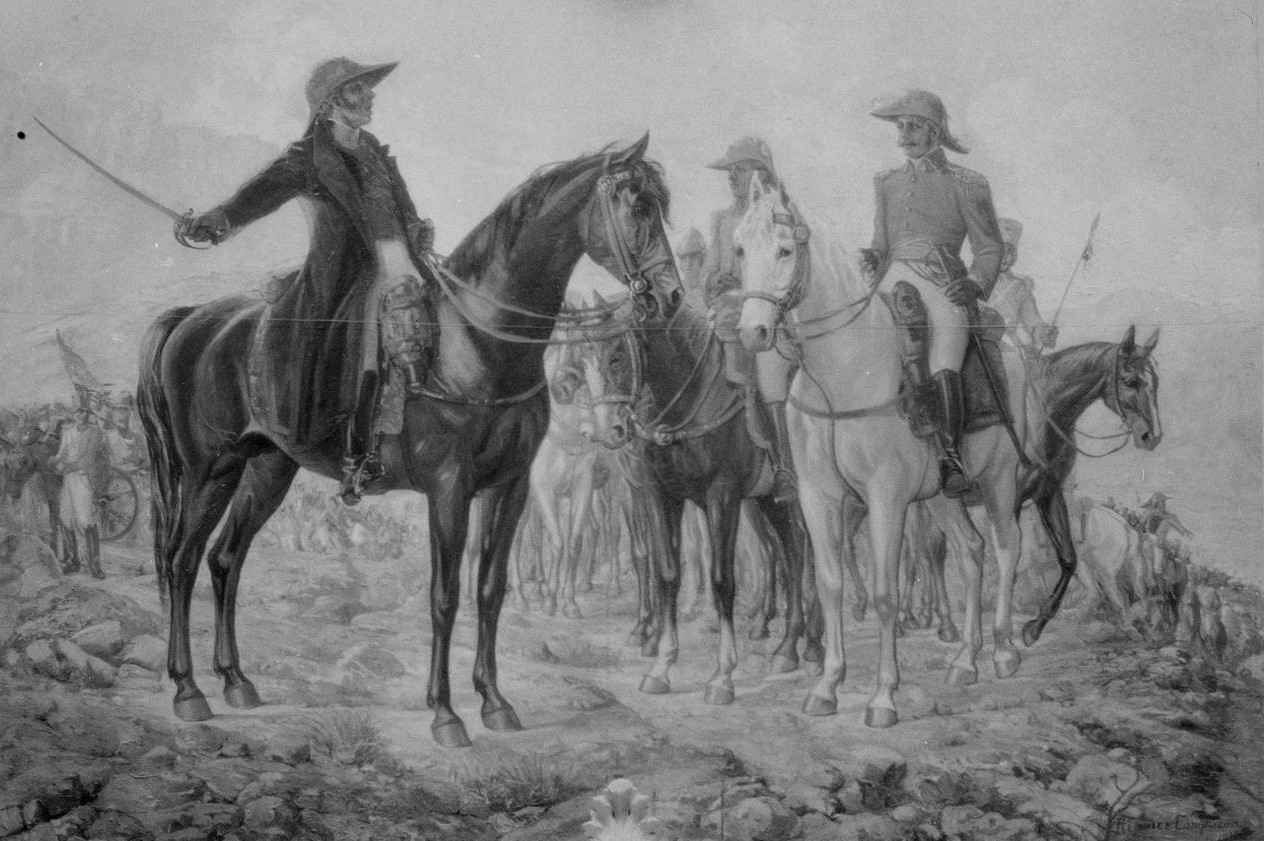
Antonio Nariño, comandante de las tropas de Cundinamarca

El 30 de diciembre de 1813, atravesado el páramo, una fuerza de trescientos efectivos comandada por el Coronel José María Cabal, derrotó a 700 realistas en la batalla del Alto Palacé, obligando a Sámano a replegarse a Popayán, abandonando poco después la ciudad e incendiando el parque de artillería que allí se encontraba. El abandono permitió la ocupación de la ciudad por las tropas de Nariño al día siguiente.
Sámano se reagrupó en la hacienda Calibío donde se reunió con tropas comandadas por el coronel Ignacio Asín, oficial reconocido por sus sucesivos triunfos sobre los independentistas en la región. En ese lugar se encontraron el 15 de enero de 1814 con el ejército de Nariño, en una sangrienta batalla que se prolongaría por más de tres horas y que se decidiría en favor de los patriotas. En la acción, las tropas de Cundinamarca tomarían todo el armamento realista y Asín caería muerto en combate.
Recuperada Popayán, Sámano huyó con los restos de su ejército a Pasto, donde fue relevado del mando por orden del gobernador de Quito Toribio Montes y sustituido por el teniente general Melchor Aymerich. Sin embargo, los realistas no pudieron ser perseguidos por los patriotas, debido a las dificultades del terreno, la falta de refuerzos, el ataque permanente de guerrillas pastusas y patianas en la región y la presencia de realistas en la ciudad que podían informar de los movimientos de Nariño. Debido a esto, solo hasta el 22 de marzo las tropas independentistas partieron hacia Pasto.

## El camino a Pasto
Tras una penosa marcha en la que se enfrentaron a los rigores de la topografía y las guerrillas, las tropas de Nariño llegaron al río Juanambú el 12 de abril. Allí se encontraron con los realistas en medio de combates que se prolongaron durante dos semanas, hasta la apertura definitiva del camino a Pasto el 28 de abril. La marcha hacia el sur continuó en medio de combates cada vez más violentos, hasta cuando Aymerich fue derrotado en la batalla de Tacines, el 9 de mayo de 1814.
Con el camino libre hacia Pasto, las divisiones comandadas por Nariño marcharon a la ciudad el 10 de mayo encontrándose con el ejército realista en los ejidos de la ciudad, en su mayor parte compuesto por los propios habitantes armados. Sin embargo, Nariño es emboscado, herido y abandonado por la retaguardia que lo cree muerto, favoreciendo el ataque decisivo a sus tropas. Al retroceder, encontró que el grueso del ejército había huido hacia Popayán, por lo que decidió días después entregarse a las autoridades españolas de Pasto.
Tras la derrota, Nariño permanecería prisionero un año en la ciudad y luego sería trasladado a la prisión de Cádiz y solo regresaría al país en 1821 tras ser liberado durante la Revolución de Riego. Por su parte, los restos del ejército patriota serían derrotados definitivamente en 1816 en la batalla de la Cuchilla del Tambo.

## Consecuencias
El triunfo de los realistas en el sur de Nueva Granada no solo aseguró el control de la Provincia de Popayán, también contribuyó a debilitar al más destacado ejército neogranadino de la época, sin el cual no pudo hacerse frente a la expedición española de Morillo que llegaría a Cartagena en 1815. Igualmente, la victoria decisiva de los realistas les permitiría a sus guerrillas prepararse para combatir a los patriotas durante los siguientes diez años, comandados principalmente por Agustín Agualongo y siendo derrotados solo durante las campañas del Sur comandadas por Bolívar y Sucre.